# سازمان ملی نابینایان کانادا
سازمان ملی نابینایان کانادا (به انگلیسی: Canadian National Institute for the Blind) (اختصاری CNIB)، سازمان خیریه ای است در کشور کانادا که به صورت کار داوطلبانه در زمینه کمک به کانادایی‌های نابینا یا کم بینا و ارتقای آگاهی دربارهٔ سلامت بینایی در این کشور فعالیت می‌کند. این سازمان در آغاز در سال ۱۹۱۸ برای کمک به سربازانی که در جنگ جهانی اول دچار مشکل بینایی می‌شدند پایه‌گذاری شد. از آن پس این سازمان گستره فعالیت خود را در زمینه‌هایی همچون تحقیقات، ارتقای آگاهی عمومی، مشاوره و توانبخشی، و نیز ایجاد یک کتابخانه مخصوص افراد با مشکل بینایی (کم بینا یا نابینا) افزایش داده است.

## تاریخچه
این سازمان در آغاز در سال ۱۹۱۸ به جهت تأمین خوراک، پوشاک و پناهگاه برای سربازان نابینای بازآمده از جنگ جهانی اول تأسیس شد. در آن هنگام تنها ۲۷ تن در این سازمان مشغول به ارائه خدمات به ۱٬۵۲۱ معلول بینایی عمدتاً ساکن تورنتو بودند. نیز دو ‘’معلم خانگی’’ آموزش‌های روزمره را به افراد ارائه می‌دادند. در دهه ۱۹۲۰ این سازمان اقدام به ایجاد مشاغلی برای افراد با مشکل بینایی همچون کار در فروشگاه وسایل تمیزکاری، اسنک فروشی و حتی یک کارخانه کوچک نمود اما موفقیت چندانی در پی نداشت. همچنین یک پرستار مخصوص حفاظت و مراقبت از بینایی را به استخدام خود درآورد.
تا دهه ۱۹۵۰، تعداد مراجعان این سازمان به بیش از ۱۷٬۰۰۰ تن رسیده بود که در شعبات، مراکز فنی و حرفه‌ای و محل‌هایی برای اقامت در سایر شهرهای کانادا مشغول بودند. همچنین در آن زمان یک برنامه پیشگیری از مشکلات بینایی توسط این سازمان به اجرا درآمد. تأکید این برنامه بیشتر برگرفتن حق رای به کمک یک فرد همراه برای فرد نابینا و نیز اجباری کردن قطره‌های واکسن چشمی برای جلوگیری از بروز مشکلات بینایی در این کشور قرار داشت. در ۱۹۵۶ یک دوره آموزشی برنامه‌نویسی برای نابینایان توسط این سازمان به اجرا درآمد.
امروزه در این سازمان ۱٬۱۰۰ کارمند رسمی و ۱۰٬۰۰۰ داوطلب مشغول انجام فعالیت‌هایی چون انجام تحقیقات، حمایت فردی و آگاهی دهی عمومی برای کانادایی‌های با مشکل بینایی هستند. همچنین این سازمان در صدد است تا با افزایش آگاهی‌های عمومی دربارهٔ اهمیت سلامت بینایی، بیماری‌های چشمی قابل پیشگیری را از بین ببرد.

## خدمات
سازمان ملی نابینایان کانادا خدمات اجتماعی متفاوتی را همچون خدمات آموزشی در مدارس، آموزش رفت‌وآمد و حمایت عاطفی برای افراد با مشکل بینایی ارائه می‌کند. این خدمات از طرق مختلفی همچون تلفنی، اینترنتی یا حضوری در منزل فرد یا در داخل سازمان ارائه می‌شوند. همچنینی اشخاص با مشکل بینایی می‌توانند از سایر خدمات اجتماعی این مرکز مثل تخفیف‌ها، خانه‌داری، خدمات مالی و خدمات تفریحی نیز بهره ببرند.
این سازمان به اشخاص با مشکل بینایی کمک می‌کند تا توانایی واقعی خود را درک کنند، از بینایی خود نهایت بهره را ببرند و در صورت لزوم، بتوانند از ابزارهای کمکی برای بهبود زندگیشان بهره گیرند. آموزش مهارت‌های زندگی روزمره همچون آشزی امن، آموزش استفاده از خط بریل یا خط درشت، آموزش کارهای منزل همچون شست‌وشو، کارهای بانکی و در کل، مراقبت از خود از سوی این سازمان مورد تأکید قرار گرفته است. آموزش جهت‌یابی امن در خانه، شهر یا خود سازمان نیز از اهمیت زیادی برخوردار می‌باشد. از آنجایی که برخی کارکنان سازمان، خود به نوعی دچرا مشکل بینایی هستند، انجام این خدمات برای سازمان به مراتب آسان‌تر شده است.
کتابخانه سازمان ملی نابینایان کانادا دارای بیش از ۸۰٬۰۰۰ منبع به شکل‌های بریل، کتاب گویا یا کتاب الکترونیکی است. فناوری‌های کمکی نیز در این کتابخانه شامل کتابخوان گویا، ذره بین رایانه‌ای و نرم‌افزارهای صفحه خوان رایانه‌ای و دیگر ابزارهای کمکی به کار گرفته شده‌اند تا زندگی را تا جای ممکن برای اشخاص با مشکل بینایی آسان کنند. همچنین افراد می‌توانند از مشاوره متخصصان در زمینه گزینش و نحوه استفاده از این ابزار با توجه به نیازشان بهره ببرند.

## دربارهٔ سازمان
این سازمان شامل ۱٬۱۰۰ متخصص در زمینه‌های کتابداری، آموزش مهارت‌های روزمره، تحفیفات، توانبخشی، آگاهی دهی عمومی، طراحی ابزار مخصوص برای افراد با مشکل بینایی، جمع‌آوری ائانه و مدیریت می‌باشد و نیز ۱۰٬۰۰۰ تن به‌طور داوطلبانه در سراسر کانادا در آن مشغول به کارند.
شعبه اصلی این سازمان در شهر تورنتو واقع است و هشت شعبه دیگر نیز در سایر استانهای کانادا وجود دارند. داوطلبانی منتخب از سراسر کشور از دولت گرفته تا بخش پزشکی و بخش تجاری، که گاهی خود نیز دچار مشکل بینایی هستند، هیئت مدیره این سازمان را تشکیل می‌دهند. همچنین هر یک از دیگر شعبات نیز تحت نظر هیئت مدیره ای هستند که مدیر آن برای ارتقا سطح بهره‌وری گزاشاتی را به مدیر اصلی این سازمان ارائه می‌کند.

## تخفیف‌ها
برخی خدمات دولتی یا خصوصی برای افراد نابینا یا کم بینایی که کارت عضویت این سازمان را داشته باشند، در نظر گفته شده است. این خدمات به کانادایی‌هایی ارائه می‌شود که از نظر قانونی نابینا یا کم بینا باشند و گستره دیدشان ۲۰ یا پایین‌تر باشد.

### مسافرت هوایی
از تاریخ دهم ژانویه ۲۰۰۹ سیاست یک شخص، یک کرایه(One Person, One Fare)به اجرا درآمده است. بر اساس این سیاست، هزینه شخص همراهی کننده فرد کم بینا یا نابینا، به شرط احراض صلاحیت، از پرداخت هزینه بلیط معاف است.

### قطار
شرکت وایا ریل کانادا نیز برای شخص همراه فرد با مشکل بینایی بلیط رایگان در همان کلاس و مسیر صادر می‌کند. برای استفاده از این خدمات فرد باید حتماً کارت عضویت سازمان ملی نابینایان کانادا را در هنگام خرید بلیط به همراه داشته باشد.

### اتوبوس
شرکت گری‌هوند نیز تخفیف کرایه‌ای دو تا برای یکی را برای افراد همارهی کننده فرد نیمه بینا یا نابینا ارائه می‌کند که مشابه مسافرت هوایی و قطار است. از این تخفیف می‌توان همچنین در خطوطSociété de transport de la Rive-Sud (STRSM), Corporation métropolitaine des transports de Sherbrooke (CMTS), RÉgie de transport en commum de Shawinigan (RTCS), Corporation inter-municipale de transport des Forges (CITF) and Société de transport du Saguenay (STS نیز استفاده کرد. برای استفاده از این خدمات فرد باید با خطوط اتوبوسرانی از قبل هماهنگ کرده باشد چرا که میزان تخفیف‌ها بسته به نواحی و استان‌ها متفاوت است.

### رویدادهای فرهنگی
تخفیف‌هایی نیز در زیمنه رویدادهای فرهنگی برای اشخاصی که کارت سازمان را دارا باشند، در نظر گرفته شده است. بیشتر سینماهای کانادا از برنامه‌ای که از سوی سازمان ایستر سیلز به نام دسترسی به سرگرمی به اجرا درآمده، تبعیت می‌کنند. براساس این برنامه اعضای سازمان ملی نابینایان کانادا با پرداخت ۲۰ دلار، کارتی دریافت می‌کنند که می‌توانند تا ۵ سال به رایگان به سینما بروند. البته برخی سینماها کارت عضویت سازمان را نیز قبول می‌کنند.